# 馬聯甲
馬 聯甲（ば れんこう）は清末民初の軍人。初めは安徽派に属したが、後に直隷派に転じた。

## 事跡
清末は淮軍に属した。1912年（民国元年）、安武軍統領となる。1913年（民国2年）1月、陸軍少将に昇進する。1915年（国4年）12月に袁世凱が皇帝に即位すると一等男に封じられた。
1918年（民国7年）1月、安徽陸軍第1混成旅旅長、皖南鎮守使、会弁安徽軍務善後事宜に任命された。安徽派の倪嗣沖配下であったが、1920年（民国9年）の安直戦争で安徽派が敗北すると、馬聯甲は直隷派に転じた。
1922年（民国11年）、安徽督軍張文生を駆逐して、馬が安徽督軍（督理）に任命された。しかし、1924年（民国13年）の第2次奉直戦争で直隷派が敗北すると、同年11月に、馬も部下により下野に追い込まれ、南京へ逃亡した。
同年中に馬聯甲は死去した。享年61。

## 注
1. ↑  徐友春主編『民国人物大辞典 増訂版』の記載による。来新夏ほかによる『北洋軍閥史 下冊』では安徽省出身としている。